# Alluttoq

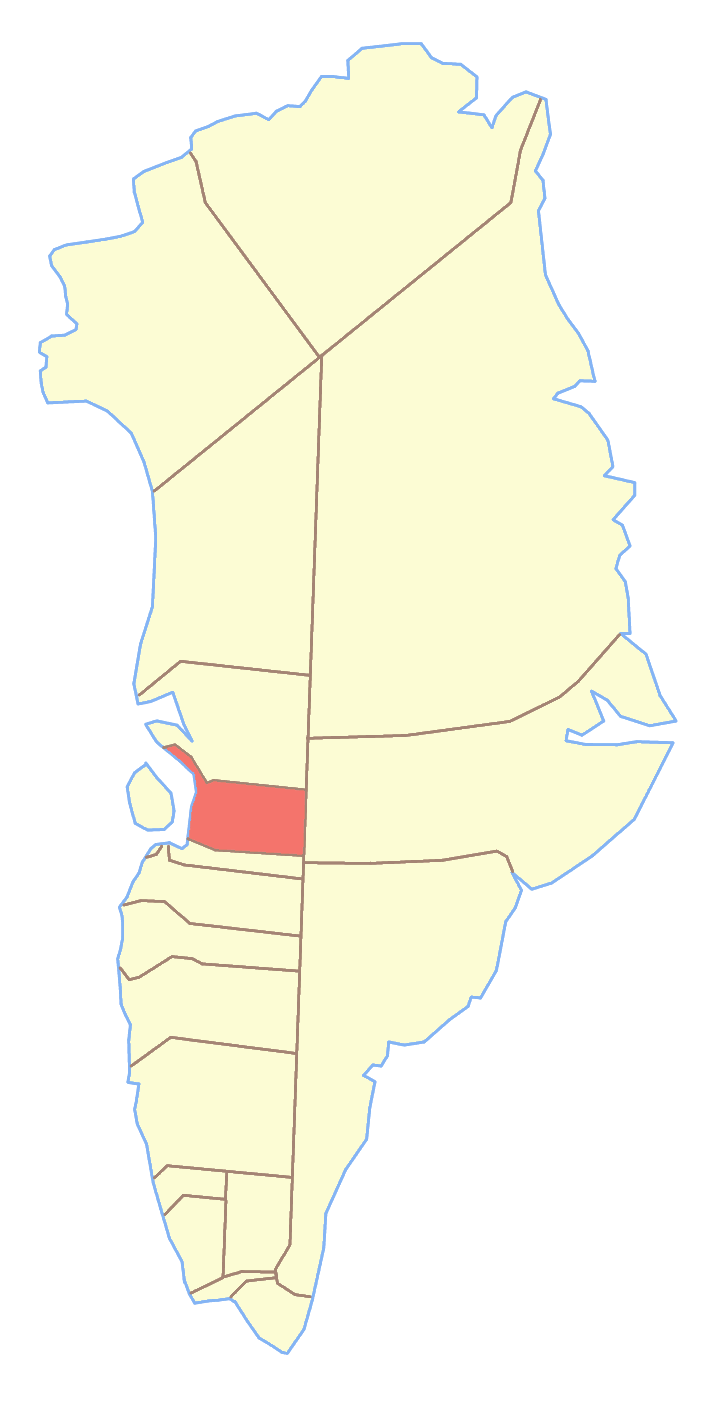
Ex comune di Ilulissat, dove si trovava Alluttoq

Alluttoq (o Agdlugtoq, danese Arveprinsen Ejland) è un'isola disabitata della Groenlandia di 655 km². Fino al 2008 apparteneva alla contea della Groenlandia Occidentale e al comune di Ilulissat; in seguito alla riforma municipale del 2009 è divenuta parte del comune di Qaasuitsup e dopo alla sua soppressione entrò a far parte del comune di Avannaata.